# Élections législatives de 1951 dans les Côtes-du-Nord
Les élections législatives se déroulent le 17 juin 1951.

## Mode d'élection
Représentation proportionnelle plurinominale suivant la méthode du plus fort reste dans 103 circonscriptions, conformément à la loi des apparentements : les listes qui se sont « apparentées » avant l'élection remportent tous les sièges de la circonscription si leurs voix ajoutées obtiennent la majorité absolue des suffrages exprimés. 
Il y a 627 sièges à pourvoir.
Dans le département des Côtes-du-Nord, sept députés sont à élire.

## Candidats

### Liste du Parti communiste français
| N° | Candidats | Candidats           | Parti | Principales fonctions                                                                   |
| -- | --------- | ------------------- | ----- | --------------------------------------------------------------------------------------- |
| 01 |           | Marcel Hamon        | PCF   | Professeur de philosophie à Paris, ancien résistant, député sortant, Plestin-les-Grèves |
| 02 |           | Guillaume Le Caroff | PCF   | Cultivateur, conseiller général du canton de Rostrenen, maire de Kergrist-Moëlou        |
| 03 |           | Hélène Le Jeune     | PCF   | Employée, députée sortante                                                              |
| 04 |           | Jean Le Bars        | PCF   | Employé SNCF, ancien résistant, Saint-Brieuc                                            |
| 05 |           | Maurice Chatton     | PCF   | Coiffeur                                                                                |
| 06 |           | Auguste Le Coent    | PCF   | Cultivateur, conseiller général, maire de Saint-Nicolas-du-Pélem                        |
| 07 |           | René Lopinet        | PCF   | Journaliste, ancien résistant                                                           |

### Liste de concentration républicaine et d'action économique et sociale
| N° | Candidats | Candidats         | Parti   | Principales fonctions |
| -- | --------- | ----------------- | ------- | --- |
| 01 |           | René Pleven       | UDSR    | Député sortant, ancien Chef du Gouvernement, ancien Ministre, Président du Conseil général, conseiller général du canton de Dinan-Est |
| 02 |           | Pierre Bourdellès | Radical | Exploitant agricole, maire de Louannec                                                                                                |
| 03 |           | Yves Le Cozannet  | CNIP    | Maire de Minihy-Tréguier, ancien député PDP, Président de la Chambre d'agriculture des Côtes-du-Nord                                  |
| 04 |           | Henry Kerfant     | RGR     | Entrepreneur de transports, maire de Guingamp                                                                                         |
| 05 |           | Charles Royer     | Modéré  | Maire de Saint-Brieuc |
| 06 |           | Anna Le Verger    | Modéré  | Veuve d'Ernest Le Verger, notaire, décédé en déportation en 1944, Loudéac                                                             |
| 07 |           | Jacques Waron     | UDSR    | Opticien à Saint-Brieuc |

### Liste du Rassemblement du peuple français
| N° | Candidats | Candidats         | Parti | Principales fonctions                                         |
| -- | --------- | ----------------- | ----- | ------------------------------------------------------------- |
| 01 |           | Louis Terrenoire  | RPF   | Député sortant MRP de l'Orne, ancien directeur de journal     |
| 02 |           | Georges Gallais   | RPF   | Pharmacien, conseiller général du canton de Saint-Brieuc-Nord |
| 03 |           | Louis Boulc'h     | RPF   | Cultivateur, maire de Trédarzec                               |
| 04 |           | Louis Kerautret   | RPF   | Journaliste                                                   |
| 05 |           | Louis Le Cornet   | RPF   | Docteur vétérinaire                                           |
| 06 |           | Robert Pinault    | RPF   | Commerçant                                                    |
| 07 |           | Lucienne Métairie | RPF   | Commerçante                                                   |

### Liste d'action familiale et sociale présentée par le Mouvement républicain populaire
| N° | Candidats | Candidats                | Parti | Principales fonctions                                                                                       |
| -- | --------- | ------------------------ | ----- | --- |
| 01 |           | Henri Bouret             | MRP   | Député sortant , conseiller municipal de Lanvollon, ancien résistant                                        |
| 02 |           | Marie-Madeleine Dienesch | MRP   | Agrégée de l'Université, députée sortante                                                                   |
| 03 |           | Constant Monjaret        | MRP   | Député sortant, ancien résistant, cultivateur à Saint-Igeaux                                                |
| 04 |           | Arthur Charles           | MRP   | Cultivateur exploitant, conseiller municipal de La Harmoye, Président du comice agricole du canton de Plœuc |
| 05 |           | Pierre Lucas             | MRP   | Artisan forgeron à Ploubalay                                                                                |
| 06 |           | Eugène Rahuel            | MRP   | Médecin, conseiller municipal de Saint-Brieuc                                                               |
| 07 |           | Yves Garel               | MRP   | Cultivateur exploitant, maire de Troguéry                                                                   |

### Liste de la section française de l'Internationale ouvrière
| N° | Candidats | Candidats        | Parti | Principales fonctions                                       |
| -- | --------- | ---------------- | ----- | ----------------------------------------------------------- |
| 01 |           | Antoine Mazier   | SFIO  | Député sortant , professeur agrégé d'histoire, Saint-Brieuc |
| 02 |           | Alexandre Thomas | SFIO  | Cultivateur exploitant, maire de Moustéru                   |
| 03 |           | Émile Le Plénier | SFIO  | Cultivateur exploitant, ancien résistant, Loudéac           |
| 04 |           | Armand Lagain    | SFIO  | Instituteur, maire de Pleumeur-Bodou                        |
| 05 |           | Louis Adam       | SFIO  |                                                             |
| 06 |           | Eugène Laflame   | SFIO  | Retraité SNCF, Saint-Brieuc                                 |
| 07 |           | Yves Lostanlen   | SFIO  |                                                             |

### Liste de l'Entente républicaine
| N° | Candidats | Candidats              | Parti                    | Principales fonctions                                                                          |
| -- | --------- | ---------------------- | ------------------------ | ---------------------------------------------------------------------------------------------- |
| 01 |           | Émile Le Gac, dit Milo | Républicain progressiste | Agent d'assurances, résistant déporté, conseiller général du canton de Perros-Guirec           |
| 02 |           | Léon Pierre            | Soc.ind.                 | Cultivateur                                                                                    |
| 03 |           | Michel Geistdoerfer    | Radical                  | Ancien député, ancien maire de Dinan, ancien résistant                                         |
| 04 |           | Christian Le Guern     | Divers gauche            | Directeur de la Caisse d'allocations familiales agricoles, ancien secrétaire général de la CGT |
| 05 |           | Louis Le Coadou        | Divers gauche            | Instituteur honoraire, Lannion                                                                 |
| 06 |           | Henri Mesle            | Divers gauche            | Artisan                                                                                        |
| 07 |           | Jeanne Pennehoat       | Divers gauche            | Commerçante                                                                                    |

## Élus
Les sept députés élus sont, par ordre alphabétique : 
| Identité                 | Parti |
| ------------------------ | ----- |
| Pierre Bourdellès        | Rad   |
| Henri Bouret             | MRP   |
| Marie-Madeleine Dienesch | MRP   |
| Yves Le Cozannet         | CNIP  |
| Antoine Mazier           | SFIO  |
| René Pleven              | UDSR  |
| Alexandre Thomas         | SFIO  |

## Résultats

### Résultats à l'échelle du département
| Parti    | Parti                | Tête de liste    | Résultats | Résultats | Sièges | Sièges |
| Parti    | Parti                | Tête de liste    | Voix      | %         |        |        |
| -------- | -------------------- | ---------------- | --------- | --------- | ------ | ------ |
|          | PCF                  | Marcel Hamon     | 69 340    | 26,61     | 0      |        |
|          | RGR-CNIP-UDSR *      | René Pleven      | 60 661    | 23,25     | 3      |        |
|          | RPF                  | Louis Terrenoire | 44 139    | 16,94     | 0      |        |
|          | MRP *                | Henri Bouret     | 37 954    | 14,53     | 2      |        |
|          | SFIO *               | Antoine Mazier   | 35 381    | 13,68     | 2      |        |
|          | Entente républicaine | Émile Le Gac     | 10 363    | 3,98      | 0      |        |
|          |                      |                  |           |           |        |        |
| Inscrits | Inscrits             | Inscrits         | 327 643   | 100,00    | 7      |        |
| Votants  | Votants              | Votants          | 267 722   |           |        |        |
| Exprimés | Exprimés             | Exprimés         | 260 610   | 79,59     |        |        |

(* Listes apparentées)